# Över allt förnuft
Över allt förnuft (originaltitel: This Above All) är en amerikansk film från 1942 i regi av Anatole Litvak. Det är en filmatisering av Eric Knights bok med samma namn. Filmen nominerades till fyra Oscar, varav den vann en i kategorin bästa scenografi.

## Handling
England befinner sig i krig med Tyskland. Den patriotiske Prudence Cathaway går till sin aristokratiska familjs stora förvåning med i Women’s Auxiliary Air Force (WAAF). Hon förälskar sig i Clive Briggs utan att veta om att han är en desillusionerad desertör som inte har mycket till övers för Englands klassamhälle.

## Rollista
- Tyrone Power - Clive Briggs
- Joan Fontaine - Prudence Cathaway
- Thomas Mitchell - Monty
- Henry Stephenson - General Cathaway
- Nigel Bruce - Ramsbottom
- Gladys Cooper - Iris Cathaway
- Philip Merivale - Roger Cathaway
- Sara Allgood - servitris
- Alexander Knox - rektor
- Queenie Leonard - Violet Worthing
- Melville Cooper - Wilbur
- Jill Esmond - Emily Harvey
- Holmes Herbert - Dr. Mathias
- Denis Green - Dr. Ferris
- Arthur Shields - kaplan
- Dennis Hoey - Parsons
- Thomas Louden - präst
- Miles Mander - major
- John Abbott - Joe (ej krediterad)
- Billy Bevan - bonde (ej krediterad)
- Rhys Williams - sergeant (ej krediterad)